# Schronisko PTN w Siankach
Schronisko PTN w Siankach – nieistniejące obecnie schronisko turystyczne, położone w Siankach na wysokości ok. 840 m n.p.m. w Bieszczadach.

## Historia
Inicjatorem budowy obiektu było Przemyskie Towarzystwo Narciarskie (PTN). Powstało ono na śródleśnej polanie, około 500 metrów od stacji kolejowej w Siankach. Budowę rozpoczęto w 1934 roku, a ukończono ją na przełomie 1935 i 1936 roku. Koszt budowy wyniósł ok. 180 tys. zł i został pokryty częściowo z subwencji Wydziału Turystyki Ministerstwa Komunikacji, Państwowego Urzędu Wychowania Fizycznego i Przysposobienia Wojskowego oraz dotacji Polskiego Związku Narciarskiego (PZN).
Po wykończeniu, w zamian za ciążące na PTN zobowiązania finansowe schronisko nabyła Liga Popierania Turystyki. Organizacja ta wydzierżawiła jednak obiekt PZN, a ten oddał go w zarząd PTN. Według informacji prasowych stanowił przy tym obiekt Dowództwa Okręgu Korpusu Nr X
Uroczyste otwarcie nastąpiło 1 marca 1936 roku przy udziale zaproszonych gości, w tym urzędników z Ministerstwa Komunikacji: wiceministra Aleksandra Bobkowskiego, naczelnika Henryka Szatkowskiego czy prezesa Polskiego Towarzystwa Tatrzańskiego Walerego Goetla.
Udostępniono wówczas dwupiętrowy budynek na kamiennej podmurówce z wieżą nakrytą wysokim dachem oraz arkadową werandą. Oferował on noclegi dla 150 osób z możliwością powiększenia pojemności do 200 miejsc. Jako obiekt gościł liczne kursy narciarskie, których uczestnicy stanowili znaczący odsetek gości nocujących w schronisku. Gospodarzem z ramienia PTN był Julian Kolankowski – przemyski pedagog i działacz turystyczny.
Budynek był zelektryfikowany, posiadał połączenie telefoniczne, centralne ogrzewanie, dostęp do bieżącej ciepłej wody. Wnętrza urządzono w stylu huculskim, do czego zatrudniono majstrów z Żabiego. Ściany, sufity, drzwi, meble i liczne elementy wyposażenia były bogato zdobione, rzeźbione, inkrustowane huculskimi paciorkami. Krzesła w jadalni pokryto indywidualnymi ornamentami ludowymi. Ściany pomieszczeń ozdobiono portretem Józefa Piłsudskiego wykonanym z majoliki oraz przedmiotami z ceramiki huculskiej. Wewnątrz mieściła się stacja ratunkowa Towarzystwa Krzewienia Narciarstwa
Schronisko nazywano Hotelem Turystycznym LPT czy Domem Turystyczno-Narciarskim PTN, a z uwagi na przepych, z jakim urządzono wnętrza, także ironicznie „Pałacem pod Hucułem” (tak w artykule Gazety Stryjskiej).
Obiekt spłonął podczas II wojny światowej.

## Galeria

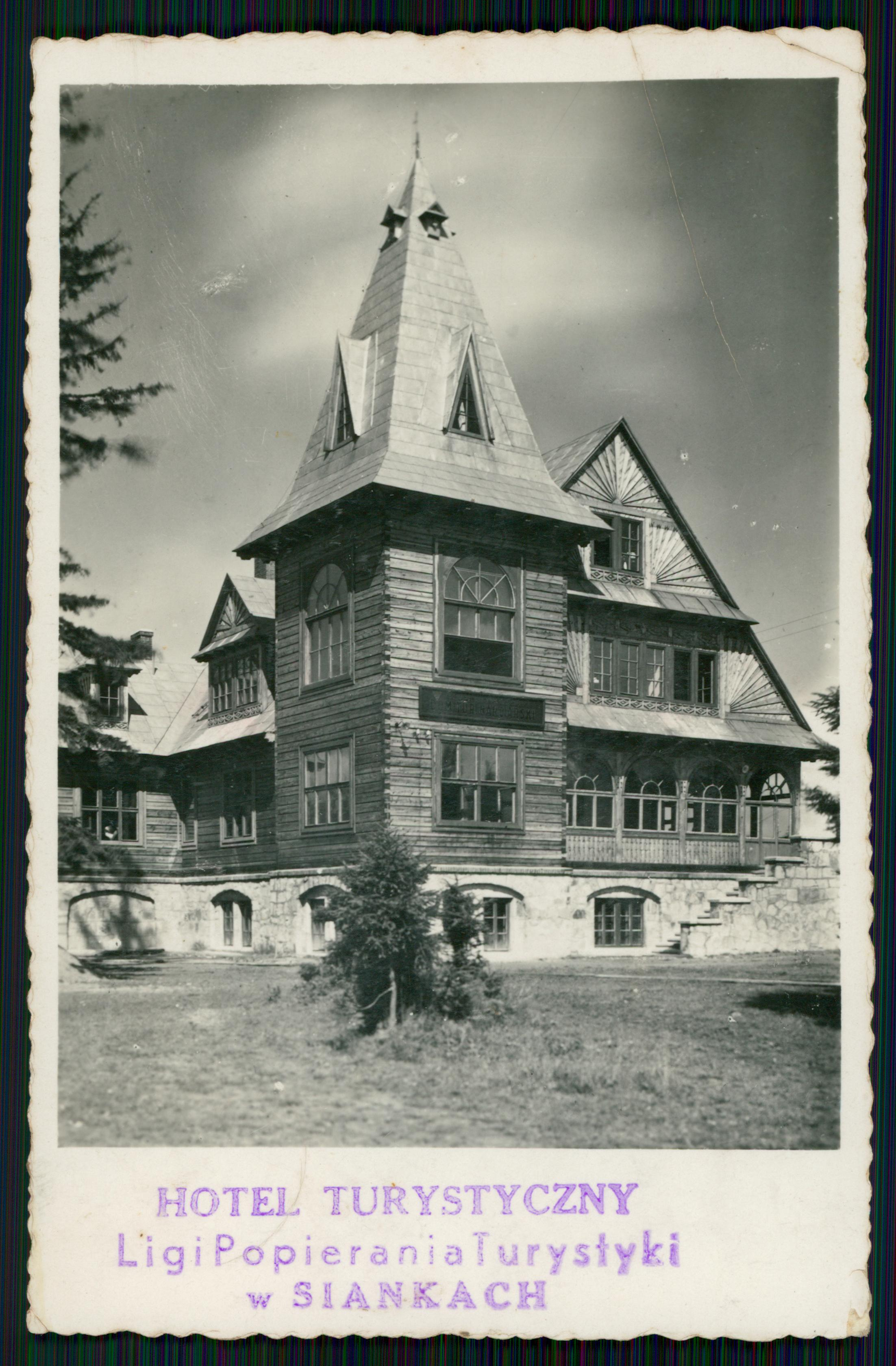
Bryła schroniska
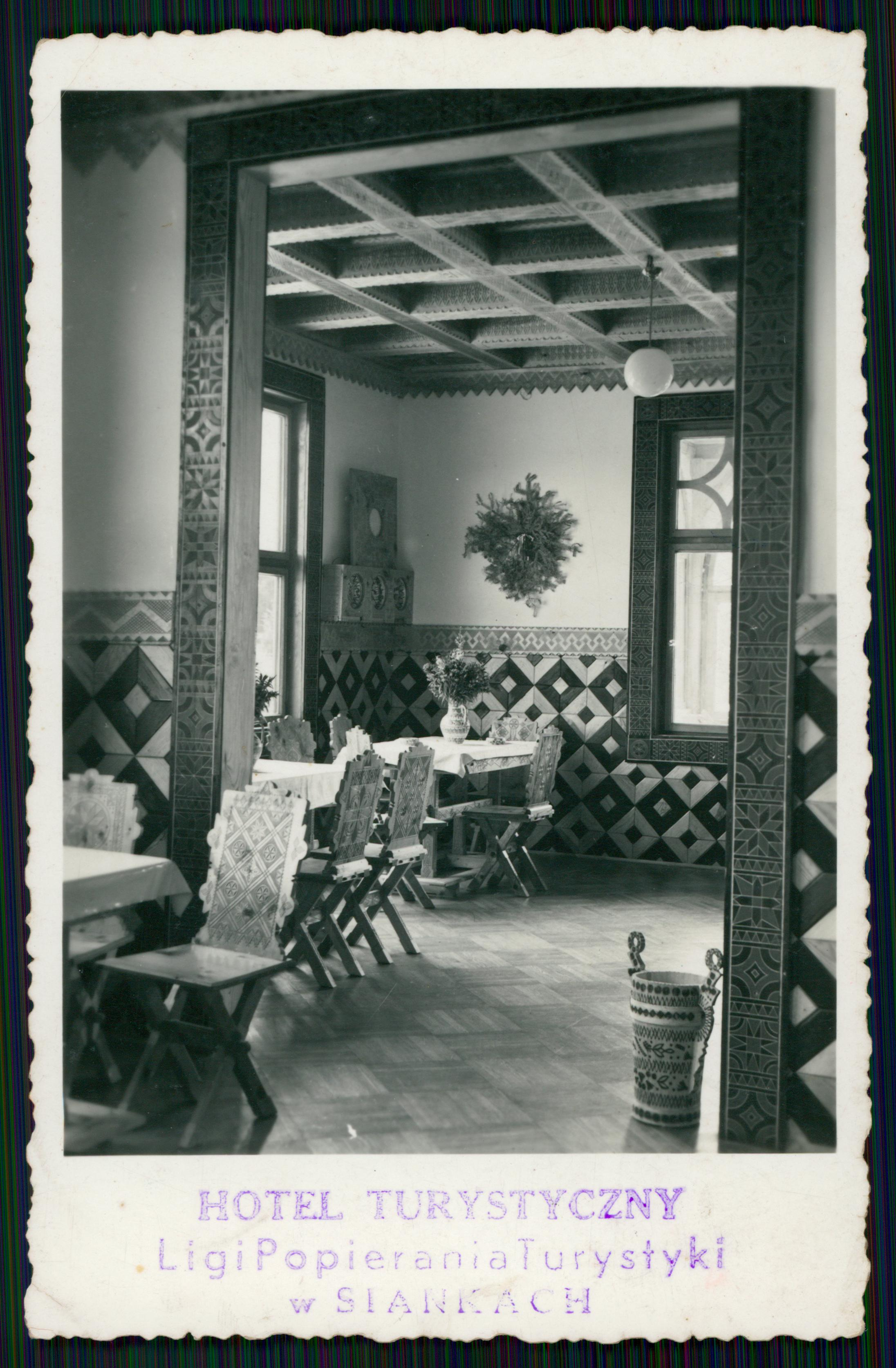
Wnętrze na pocztówce
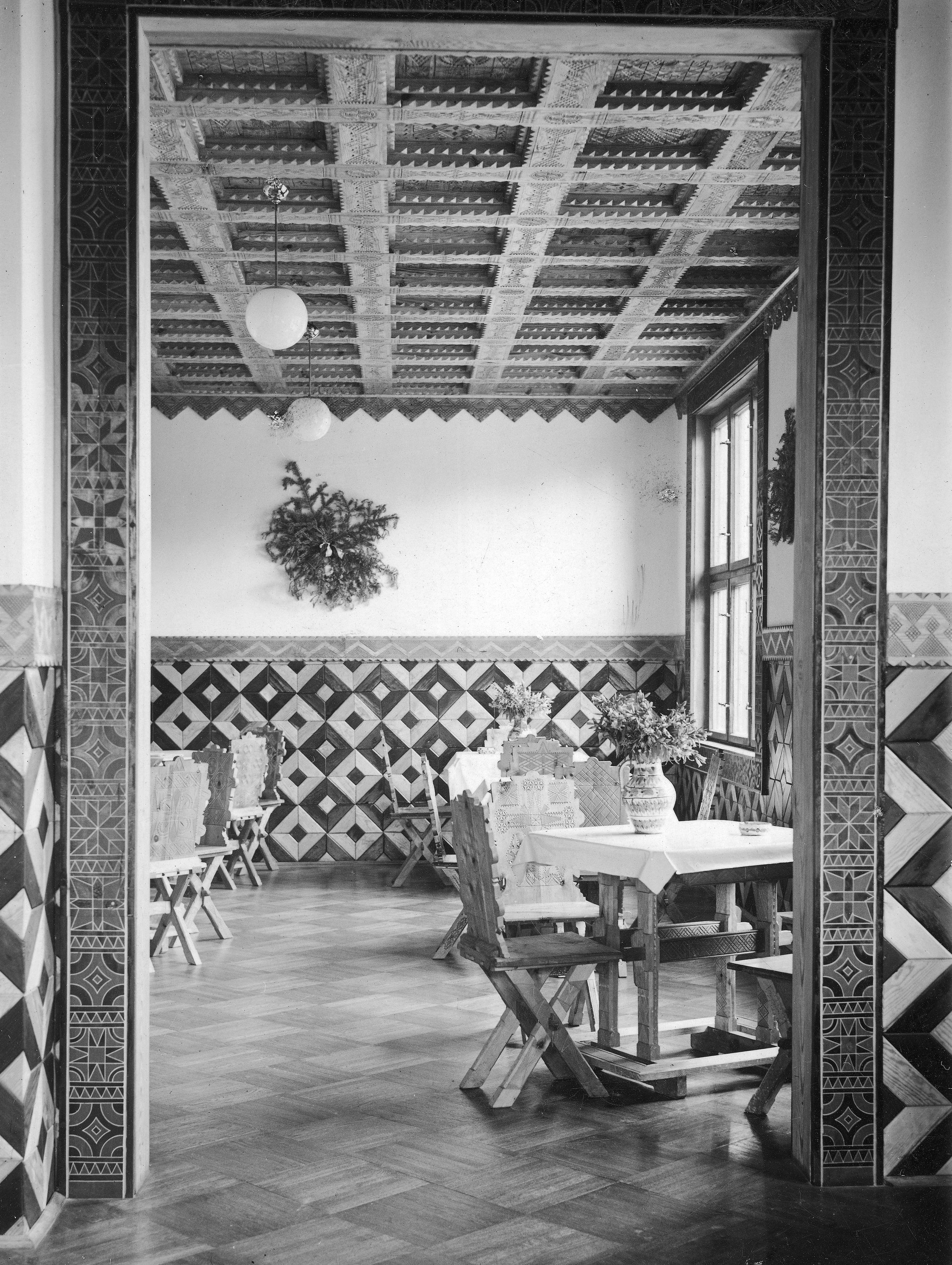
Wnętrze schroniska

## Szlaki turystyczne (1936–1937)
- Główny Szlak Karpacki
  - na Halicz (1333 m n.p.m.) przez Przełęcz Użocką, Opołonek (1028 m n.p.m.), przełęcz Żydowski Beskid (863 m n.p.m.), Stińską (1208 m n.p.m.) i Kińczyk Bukowski (1251 m n.p.m.),
  - do schroniska pod Pikujem przez Beskid Wielki (1012 m n.p.m.), Błyśce (1047 m n.p.m.), Kińczyk Hnylski (1115 m n.p.m.), Starostynę (1229 m n.p.m.) i Ruski Put (1311 m n.p.m.),
- na Halicz przez Beniową i Kińczyk Bukowski,
- na Katarzynę (1032 m n.p.m.) przez Jaworów,
- do Butli przez Jaworów,
- na Opołonek przez Piniaszkowy (961 m n.p.m.)
- do schroniska pod Pikujem przez Butlę i Libuchorę[7][8].